# Ковтуненко Василь
Ковтуненко Василь (1890 — перша половина березня 1920, хутір Добридень, Звенигородський повіт, Київська губернія) — голова Звенигородської повітової земської управи (1917—1918), звенигородський повітовий комісар УНР (1917—1918).
Походив з давнього козацького роду. Навчався у звенигородській комерційній школі та Київському комерційному інституті. В інституті став активістом Української громади.
У 1917 р. його обирають головою Звенигородської повітової земської управи та призначають звенигородським повітовим комісаром.
З приходом більшовиків повертається у рідне село. Помер від катару кишківника.